# ネーデルラント・南アフリカ鉄道会社

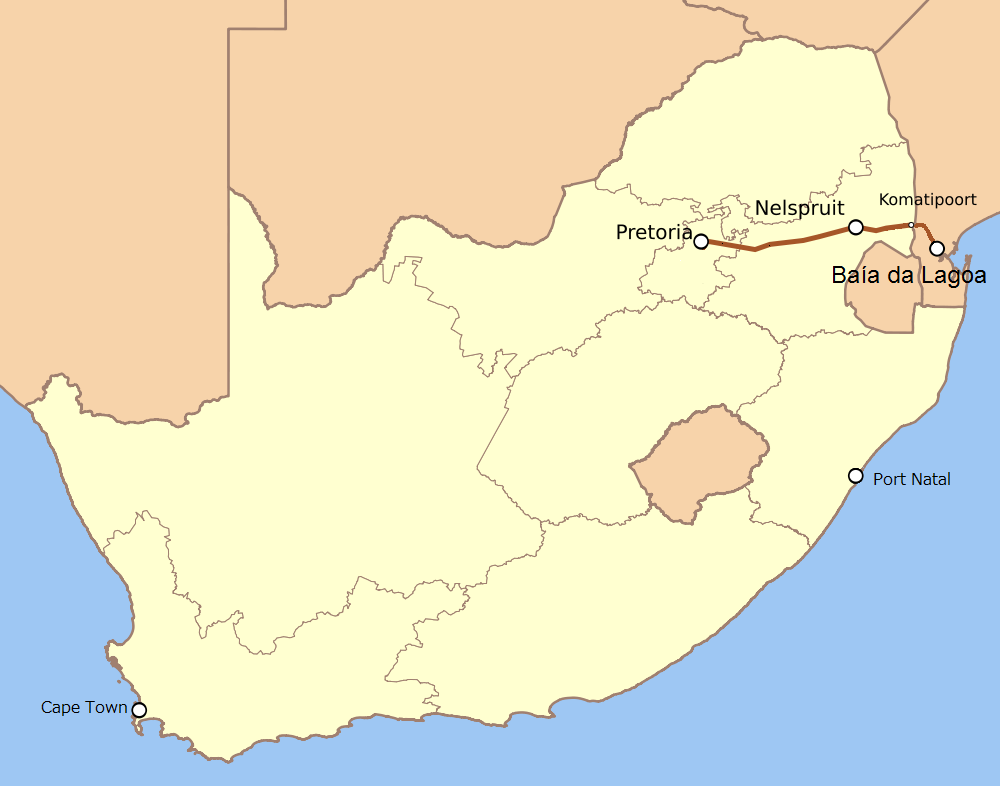
開通当時のNZASMの路線。国境線は現在のもの。

ネーデルラント・南アフリカ鉄道会社（ネーデルラント・みなみアフリカてつどうがいしゃ、アフリカーンス語: Nederlandsche-Zuid-Afrikaansche Spoorwegmaatschappij,NZASM）は、1884年にトランスヴァール共和国で設立された鉄道会社。日本語ではオランダ・南アフリカ鉄道会社（オランダ・みなみアフリカてつどうがいしゃ）とも呼ばれる。NZASMは、オランダ・ドイツ・トランスヴァールの投資家による共同出資で設立された。この計画はトランスヴァールにとっては1870年代以降開発が進展した金やダイヤモンド等の鉱産物輸出の際にケープやポート・ナタールといったイギリス領の国際貿易港を利用せざるを得なかった状態から脱却し、ドイツにとっては南西アフリカとアフリカ東海岸を鉄道で結び、イギリスの計画していたケープ・カイロ鉄道建設計画を妨害する狙いがあった。この計画に対してケープ首相が抗議したのに対し、ドイツは1894年、デラゴア湾に軍艦を派遣した。この英独の衝突はデラゴア湾鉄道事件として知られる。免許は1894年末までに現在のモザンビークの首都マプト付近にあたるデラゴア湾とプレトリアとの間に建設する条件で交付され、1894年11月2日に全線開業した。
1902年に終結した第二次ボーア戦争のトランスヴァール共和国・オレンジ自由国側の敗戦後、路線はセントラル・サウス・アフリカン鉄道に継承された。